# Список глав государств в 1004 году
Список глав государств в 1003 году — 1004 год — Список глав государств в 1005 году — Список глав государств по годам

## Азия
- Аббасидский халифат — Аль-Кадир Биллах, халиф (991 — 1031)
  -  Хамданиды — 
    - Абу-л-Хасан Али, эмир (Алеппо) (1002 — 1004)
    - Абу-л-Маали Шариф , эмир (Алеппо) (1004)
    - в 1004 году уничтожены Фатимидами
- Абхазское царство — Баграт III, царь (978 — 1008)
- Армения —
  - Анийское царство — Гагик I, царь (989 — 1020)
  - Васпураканское царство — Сенекерим Арцруни, царь (1003 — 1021)
  - Карсское царство — Аббас, царь (984 — 1029)
  - Сюникское царство — Васак, царь (998 — 1040)
  - Ташир-Дзорагетское царство — Давид I Безземельный, царь (989 — 1048)
- Вайтхали[англ.] — Нга Пин Нга Тон, царь[англ.] (994 — 1018)
- Газневидское государство — Махмуд Газневи, султан (998 — 1030)
- Грузия —
  - Кахетия — Давид, князь[англ.] (976 — 1010)
  - Тао-Кларджети — Гурген, царь (994 — 1008)
    - Сумбат III, эристави (Кларджети) (993 — 1011)

  - Тбилисский эмират — Али бен Джаффар, эмир (981 — 1032)
- Дайковьет — Ле Дай Хань, император (980 — 1005)
- Дали — Дуань Суин, король (985 — 1009)
- Индия —
  - Венги (Восточные Чалукья) — Сактиварман I,, махараджа (999 — 1011)
  - Гурджара-Пратихара — Раджапала, махараджа (960 — 1018)
  - Западные Чалукья[англ.] — Сатьяшрая, махараджа (997 — 1008)
  - Камарупа — Го Пала, махараджадхираджа[англ.] (990 — 1015)
  - Качари[англ.] — Прасанто, царь[англ.] (925 — 1010)
  - Кашмир (Лохара) — Санграмараджа, царь[англ.] (1003 — 1028)
  - Одиша (Орисса) — Дармарстха, махараджа[англ.] (ок. 980 — 1005)
  - Пала — Махипала, царь (988 — 1038)
  - Парамара[англ.] — Синдхураджа, махараджа[англ.] (995 — 1010)
  - Соланки — Валлабхараджа, раджа (996 — 1009)
  - Харикела (династия Чандра) — Ладахачандра, махараджадхираджа[англ.] (ок. 1000 — ок. 1020)
  - Чера — Баскара Рави Варман I, махараджа (962 — 1019)
  - Чола — Раджараджа Чола I Великий, махараджа (985 — 1014)
  - Ядавы (Сеунадеша) — Бхиллама II, махараджа (985 — 1005)
- Индонезия —
  - Матарам (Меданг) — Дармавангса, шри-махараджа (990 — 1006)
  - Сунда — Прабу Браявисеса, король (989 — 1012)
  - Шривиджая — Шри Кудамани, шри-махараджа (ок. 988 — ок. 1008)
- Иран —
  -  Буиды — Баха ад-Даула, шаханшах (997 — 1012)
    - Керман — Баха ад-Даула, эмир (999 — 1012)
    - Рей — Маджд ад-Даула, эмир (997 — 1028)
    - Фарс — Баха ад-Даула, эмир (998 — 1012)

  -  Раввадиды — Мамлан I, эмир (988 — 1019)
  -  Табаристан (Баванди) — Шахрияр III, испахбад (985 — 1005)
- Йемен —
  -  Зийядиды — Абдалла ибн Исхак, эмир (981 — ок. 1012)
- Караханидское государство — Наср ибн Али Арслан-хан, хан (998 — 1017)
- Китай (Империя Сун) — Чжэнь-цзун (Чжао Хэн), император (997 — 1022)
- Кхмерская империя (Камбуджадеша) — Джаявираварман, император (1002 — ок. 1010)
- Корея (Корё)  — Мокчон, ван (997 — 1009)
- Ляо — Шэн-цзун, император (982 — 1031)
- Паган — Кунсо Чаунпью, король[англ.] (1001 — 1021)
- Раджарата (Анурадхапура) — Махинда V, король (1001 — 1017)
- Шеддадиды (Гянджинский эмират) — Фадл I ибн Мухаммад, эмир (985 — 1031)
- Ширван — Язид ибн Ахмад, ширваншах (991 — 1027)
- Япония — Итидзё, император (986 — 1011)

## Африка
- Гао — Бай Кай Кими, дья (ок. 990 — ок. 1020)
- Зириды — Бадис ан-Насир, эмир (995 — 1016)
- Канем — Хайома, маи (961 — 1019)
- Килва — Давуд ибн Али, султан (ок. 1001 — ок. 1005)
- Макурия — Рафаил, царь (ок. 999 — ок. 1030)
- Фатимидский халифат — Аль-Хаким Биамриллах, халиф (996 — 1021)
- Эфиопия — Герма Сеюм, император (999 — 1039)

## Европа
- Англия — Этельред II Неразумный, король (978 — 1013, 1014 — 1016)
- Болгарское царство — Самуил, царь (997 — 1014)
- Бургундское королевство (Арелат) — Рудольф III Ленивый, король (993 — 1032)
  - Прованс —
    - Ротбальд II, маркиз (993 — 1008)
    - Гильом II Благочестивый, граф (993 — 1018)
- Венгрия — Стефан (Иштван) I Святой, король (1001 — 1038)
- Венецианская республика — Пьетро II Орсеоло, дож (991 — 1009)
- Византийская империя — Василий II Болгаробойца, император (963, 976 — 1025)
- Волжская Булгария — Абд ар-Рахман ибн Мумин, хан[англ.] (ок. 980 — ок. 1006)
- Гасконь — Бернар I Гильом, герцог (996 — 1009)
  - Арманьяк — Жеро I Транкалеон, граф (ок. 995 — 1020)
  - Фезансак — Бернар I Одон, граф (ок. 985 — ок. 1020)
- Дания — Свен I Вилобородый, король (986/987 — 1014)
- Дербентский эмират — Мансур I ибн Маймун, эмир (1002 — 1034)
- Дукля — Иван Владимир, жупан (990 — 1016)
- Ирландия — Бриан Бору, верховный король (1002 — 1014)
  - Айлех — 
    - Аэд Мак Домнайлл Уа Нейлл, король (989 — 1004)
    - Флайтбертах Уа Нейлл, король (1004 — 1031, 1033 — 1036)

  - Дублин — Ситрик IV Шёлковая Борода, король (993 — 994, 995 — 1036)
  - Коннахт — Катал V мак Конхобар, король (973 — 1010)
  - Лейнстер — Маэл Морда, король (1003 — 1014)
  - Миде — Маэлсехнайлл мак Домнайлл, король (976 — 1022)
  - Мунстер — Бриан Бору, король (978 — 1014)
  - Ольстер — 
    - Эохайд мак Ардгайл, король (972 — 1004)
    - Гилла Комгайлл мак Ардгайл, король (1004 — 1005)
- Испания —
  - Ампурьяс — Уго I, граф (991 — 1040)
  - Барселона — Рамон Боррель I, граф (992 — 1017)
  - Бесалу — Бернардо I Таллаферо, граф (988 — 1020)
  - Вигера — Гарсия Рамирес, король (1002 — ок. 1005)
  - Кастилия — Санчо Гарсия Законодатель, граф (995 — 1017)
  - Конфлан и Серданья — Вифред II, граф (988 — 1035)
  - Кордовский халифат — Хишам II, халиф (976 — 1009, 1010 — 1013)
  - Леон — Альфонсо V Благородный, король (999 — 1028)
  - Наварра — 
    - Гарсия II Санчес, король (994 — ок. 1004)
    - Санчо III Великий, король (ок. 1004 — 1035)

  - Пальярс —
    - Суньер I, граф (948 — ок. 1011)
    - Эрменгол, граф (ок. 995 — 1010)

  - Рибагорса — Тода, графиня (1003 — 1011)
  - Урхель — Эрменгол I Кордовец, граф (992 — 1010)
- Италия —
  - Амальфи — 
    - Мансо I, герцог[англ.] (966 — 1004)
    - Иоанн I, герцог[англ.] (1004 — 1007)

  - Беневенто — Пандульф II Старый, князь (981 — 1014)
  - Гаэта — Иоанн III, герцог[англ.] (984 — 1008)
  - Капуя — Ландульф VII, князь (1000 — 1007)
  - Неаполь — Сергий IV, герцог (1002 — 1027, 1029 — 1034)
  - Салерно — Гвемар III, князь (994 — 1027)
- Киевская Русь (Древнерусское государство) — Владимир Святославич, великий князь Киевский (978 — 1015)
  -  Волынское княжество — Всеволод Владимирович, князь (988 — ок. 1010)
  -  Древлянское княжество — Святослав Владимирович, князь (990 — 1015)
  -  Новгородское княжество — Вышеслав Владимирович, князь (988 — ок. 1010)
  -  Полоцкое княжество — Брячислав Изяславич, князь (1003 — 1044)
  -  Ростовское княжество — Ярослав Владимирович Мудрый, князь (988 — 1010)
  -  Смоленское княжество — Станислав Владимирович, князь (988 — ок. 1015)
  -  Туровское княжество — Святополк Владимирович Окаянный, князь (988 — 1015)
- Норвегия — 
  - Свен I Вилобородый, король (1000 — 1014)
  - Эйрик, ярл (1000 — 1014)
- Папская область — Иоанн XVIII, папа римский (1004 — 1009)
- Польша — Болеслав I Храбрый, князь (992 — 1025)
- Португалия — Менендо II Гонсалес, граф (997 — 1008)
- Священная Римская империя — Генрих II Святой, король Германии (1002 — 1014)
  - Австрийская (Восточная) марка — Генрих I Сильный, маркграф (994 — 1018)
  - Бавария — Генрих IV, герцог (995 — 1005, 1009 — 1017)
  - Верхняя Лотарингия — Тьерри I, герцог (978 — 1026)
  - Голландия — Дирк III Иерусалимский, граф (993 — 1039)
  - Иврейская марка — Ардуин, маркграф, король Италии (990 — 1014)
  - Каринтия — 
    - Оттон I, герцог (995 — 1004)
    - Конрад I, герцог (1004 — 1011)

  - Лувен — Ламберт I, граф (998 — 1015)
  - Лужицкая (Саксонская Восточная) марка — Геро II, маркграф (993 — 1015)
  - Люксембург — Генрих I, граф (998 — 1026)
  - Мейсенская марка — Гунцелин, маркграф (1002 — 1009)
  - Намюр — Альберт I, граф (ок. 974 — ок. 1011)
  - Нижняя Лотарингия — Оттон II, герцог (991 — ок. 1012)
  - Монферрат — Гульельмо III, маркграф (991 — 1042)
  - Рейнский Пфальц — Эццо, пфальцграф (994 — 1034)
  - Саксония — Бернхард I, герцог (973 — 1011)
  - Северная марка — Вернер фон Вальбек, маркграф (1003 — 1009)
  - Сполето — Роман, герцог (1003 — 1010)
  - Тосканская марка — Бонифаций III, маркграф (1004 — 1011)
  - Чехия — 
    - Болеслав I Храбрый, князь (1003 — 1004)
    - Яромир, князь (1003, 1004 — 1012, 1033 — 1034)

  - Швабия — Герман III, герцог (1003 — 1012)
  - Штирия (Карантанская марка) — Адальберо I, маркграф (1000 — 1035)
  - Эно (Геннегау) — Ренье IV, граф (998 — 1013)
- Сицилийский эмират — Джафар ибн Юсуф, эмир (998 — 1019)
- Уэльс —
  - Гвент —
    - Родри ап Элисед, король (983 — 1015)
    - Грифид ап Элисед, король (983 — 1015)

  - Гвинед — Кинан II ап Хивел, король (999 — 1005)
  - Гливисинг —
    - Хивел ап Оуэн, король (990 — 1043)
    - Иестин ап Оуэн, король (990 — 1015)

  - Дехейбарт — Кинан ап Хивел, король (999 — 1005)
- Франция — Роберт II Благочестивый, король (996 — 1031)
  - Аквитания — Гильом V Великий, герцог (995 — 1030)
  - Ангулем — Гильом IV, граф (988 — 1028)
  - Анжу — Фульк III Нерра, граф (987 — 1040)
  - Блуа — 
    - Тибо II, граф (995 — 1004)
    - Эд II, граф (1004 — 1037)

  - Бретань — Жоффруа I, герцог (992 — 1008)
    - Нант — 
      - Юдикаэль, граф (992 — 1004)
      - Будик, граф (1004 — 1038)

    - Ренн — Жоффруа I, граф (992 — 1008)

  - Булонь — Бодуэн II, граф (990 — 1033)
  - Бургундия — 
    - Отто Гильом, герцог (1002 — 1004)
    - в 1004 году вошло в состав королевского домена

  - Бургундия (графство) — Отто Гильом, граф (982 — 1026)
  - Вермандуа — Альберт II, граф (ок. 1000 — 1010)
  - Готия —
    - Раймунд III, граф Руэрга, маркиз (ок. 961 — 1008)
    - Гильом III Тайлефер, маркиз (ок. 978 — 1037)

  - Каркассон — Роже I, граф (ок. 957 — ок. 1012)
  - Макон — 
    - Ги I, граф (1002 — 1004)
    - Оттон II, граф (1004 — 1049)

  - Мо и Труа — Этьен I де Блуа, граф (995 — 1022)
  - Мэн — Гуго III, граф (980/992 — 1014)
  - Невер — Ландри де Мансо, граф (989 — 1028)
  - Нормандия — Ричард II Добрый, герцог (996 — 1026)
  - Овернь — Гильом IV, граф (989 — 1016)
  - Руссильон — Гислаберт I, граф (991 — 1013)
  - Руэрг — Раймунд III, граф (ок. 961 — 1008)
  - Тулуза — Гильом III Тайлефер, граф (ок. 978 — 1037)
  - Фландрия — Бодуэн IV Бородатый, граф (987 — 1035)
  - Шалон — Гуго I, граф (979 — 1039)
- Хорватия — 
  - Крешимир III, король (1000 — 1030)
  - Гоислав, король (1000 — 1020)
- Швеция — Олаф Шётконунг, король (995 — 1022)
- Шотландия (Альба) — Кеннет III, король (997 — 1005)

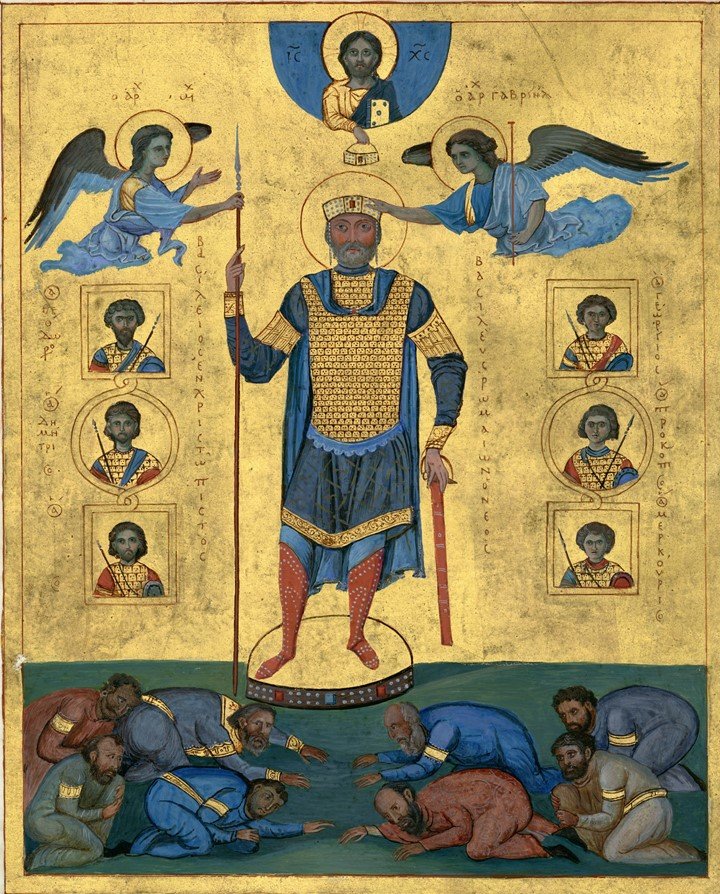
Василий II Болгаробойца 976-1025 Император Византии
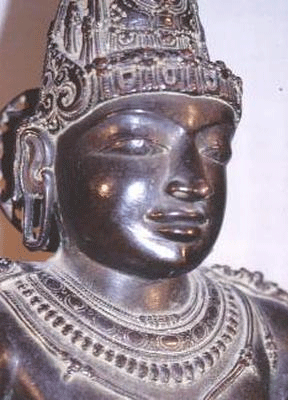
Раджараджа Чола I Великий 985-1014 Махараджа Чола
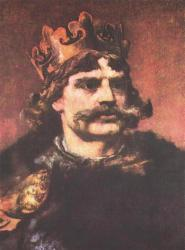
Болеслав I Храбрый 992-1025 Князь Польши
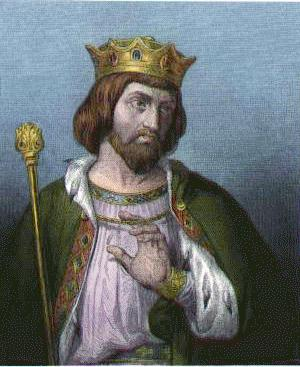
Роберт II Благочестивый 996-1031 Король Франции
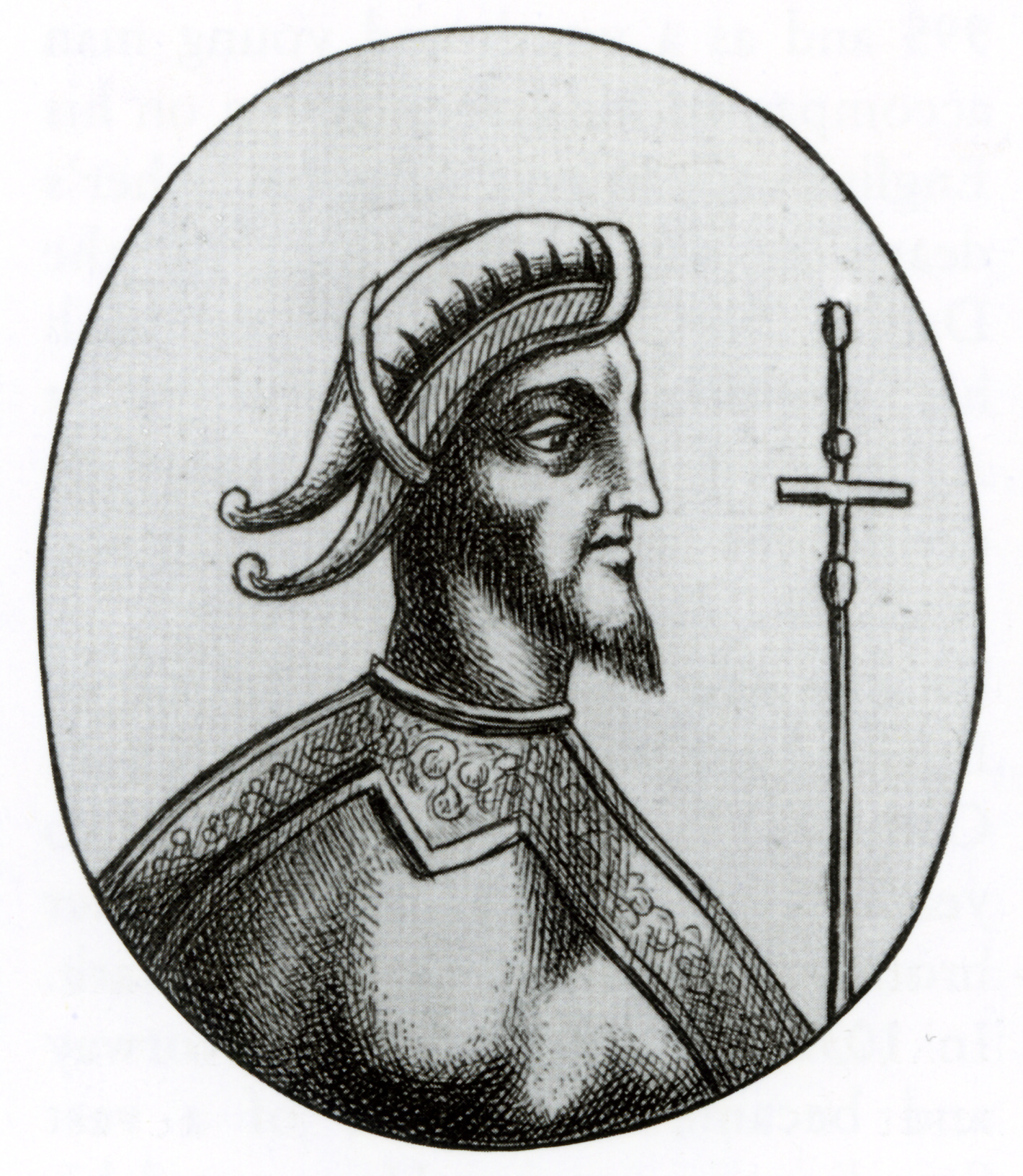
Свен I Вилобородый 987-1014 Король Дании и Норвегии
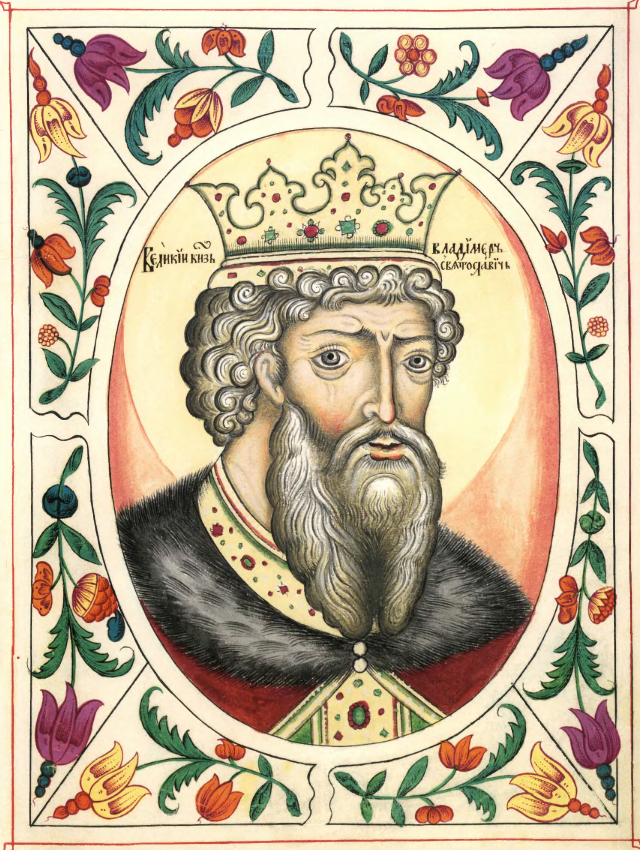
Владимир Святославич 978-1015 Великий князь Киевский
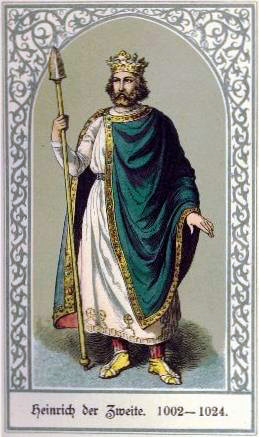
Генрих II 1002-1014 Король Германии
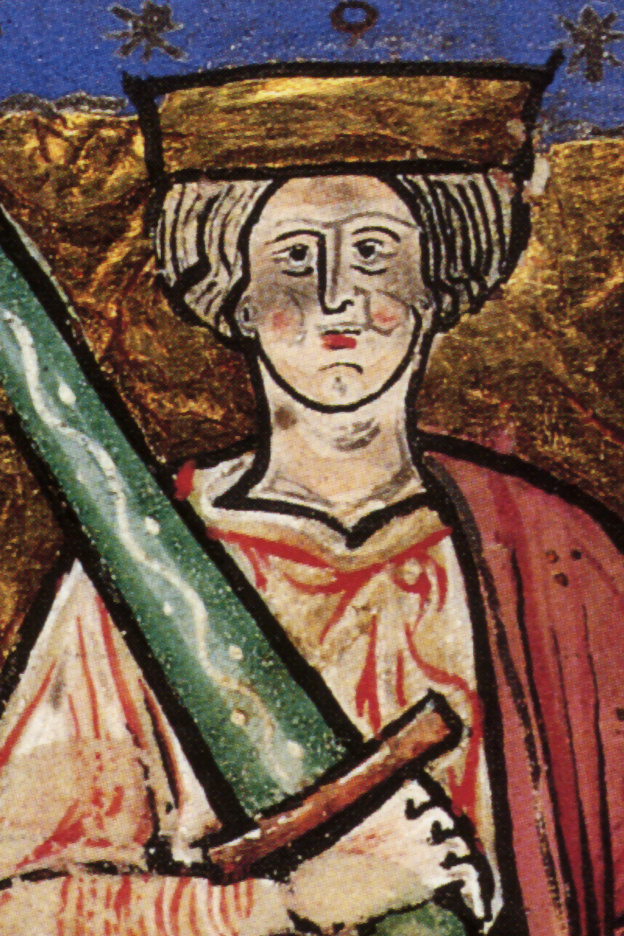
Этельред II Неразумный 978-1013,1014-1016 Король Англии
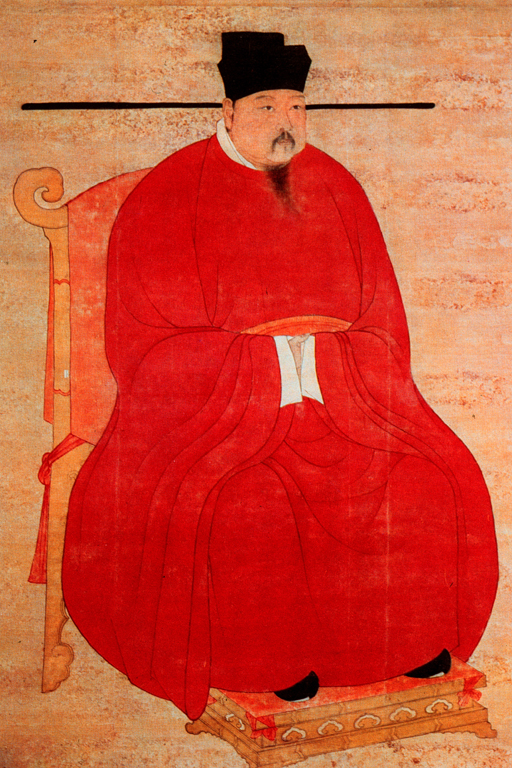
Чжэнь-цзун 997-1022 Император Китая
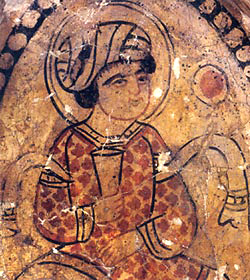
Аль-Хаким Биамриллах 996-1021 Фатимидский халиф
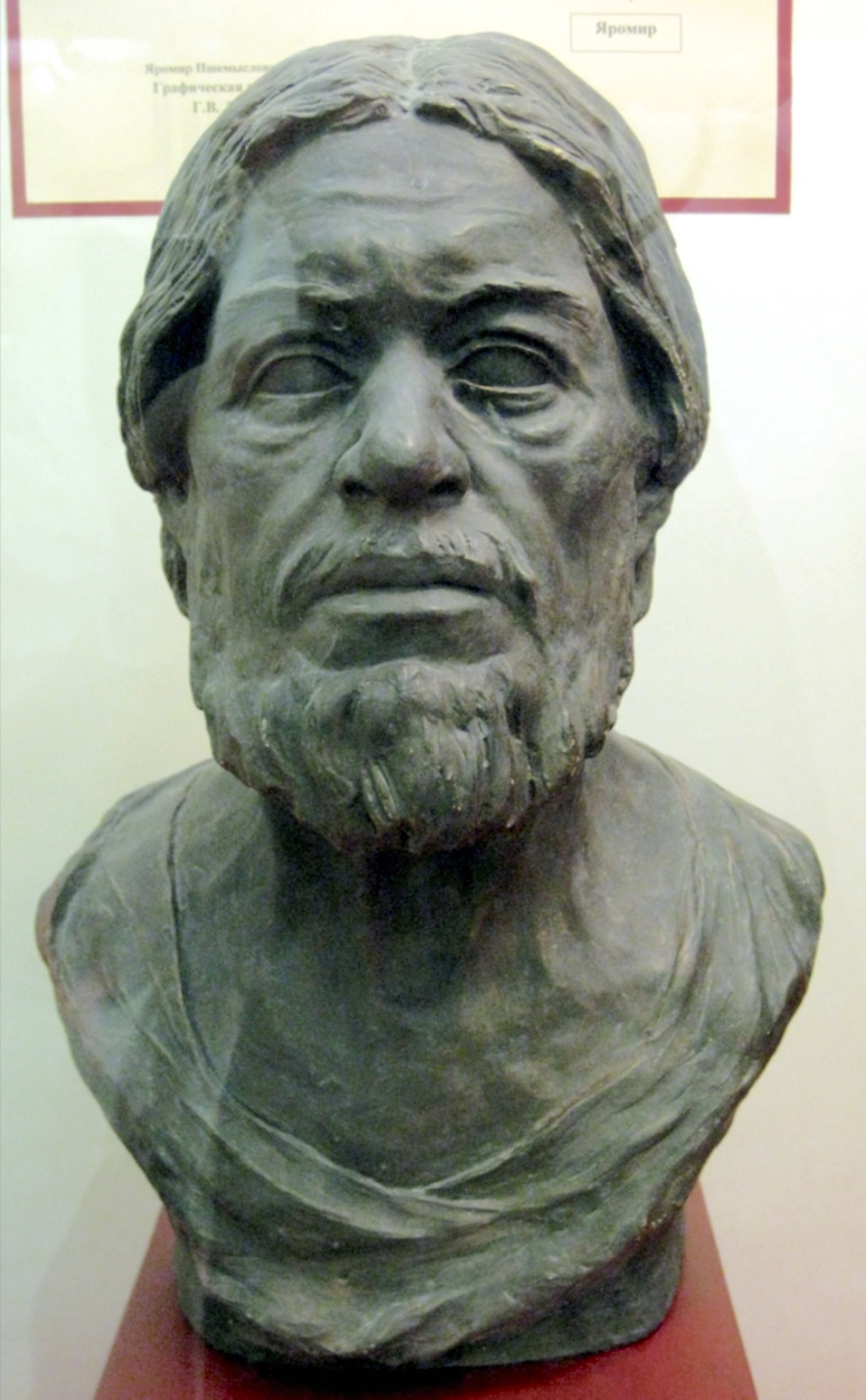
Самуил 997-1014 Царь Болгарии
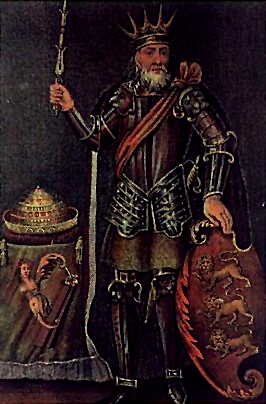
Бриан Бору 978-1014 Король Ирландии
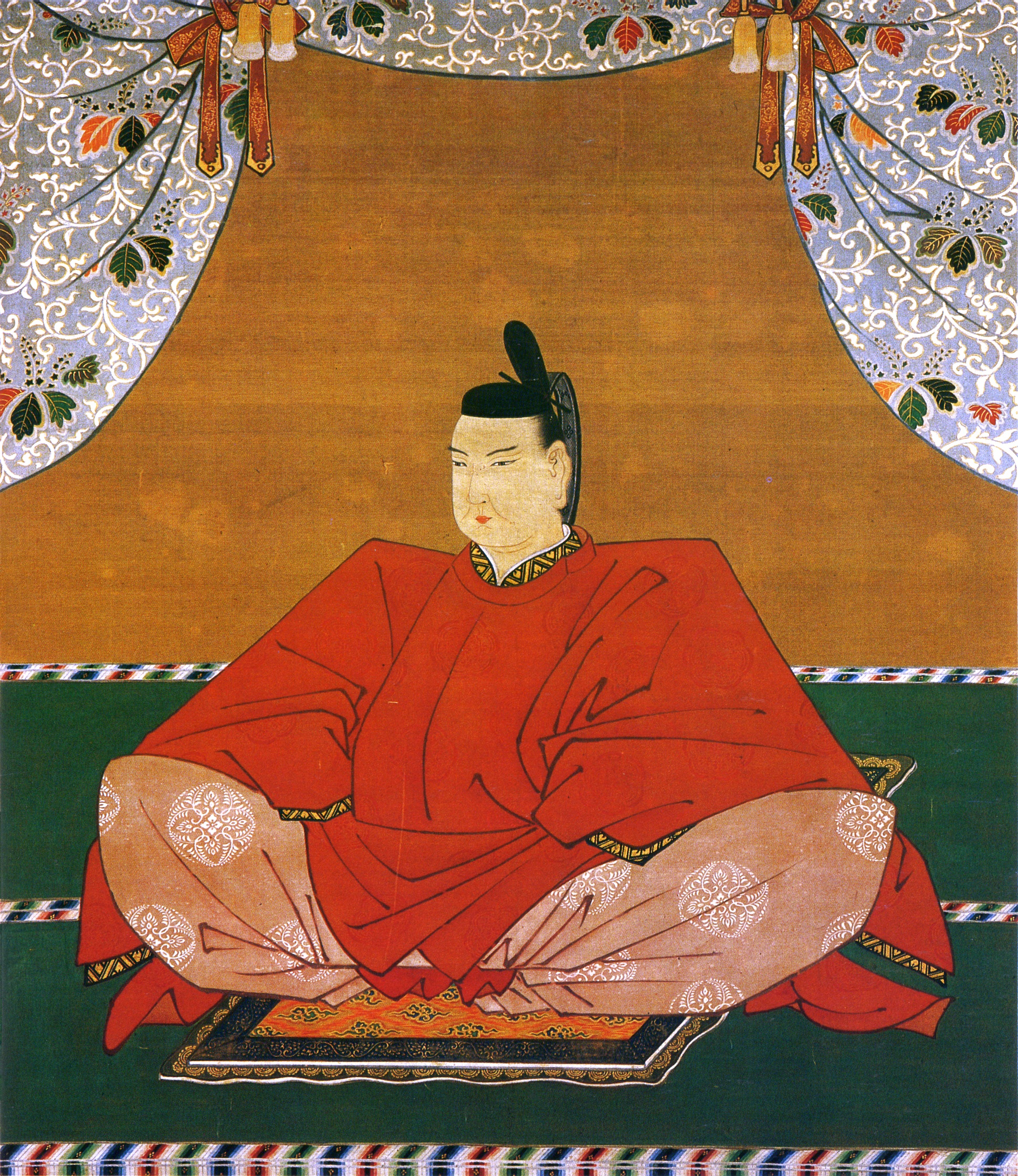
Итидзё 986-1011 Император Японии
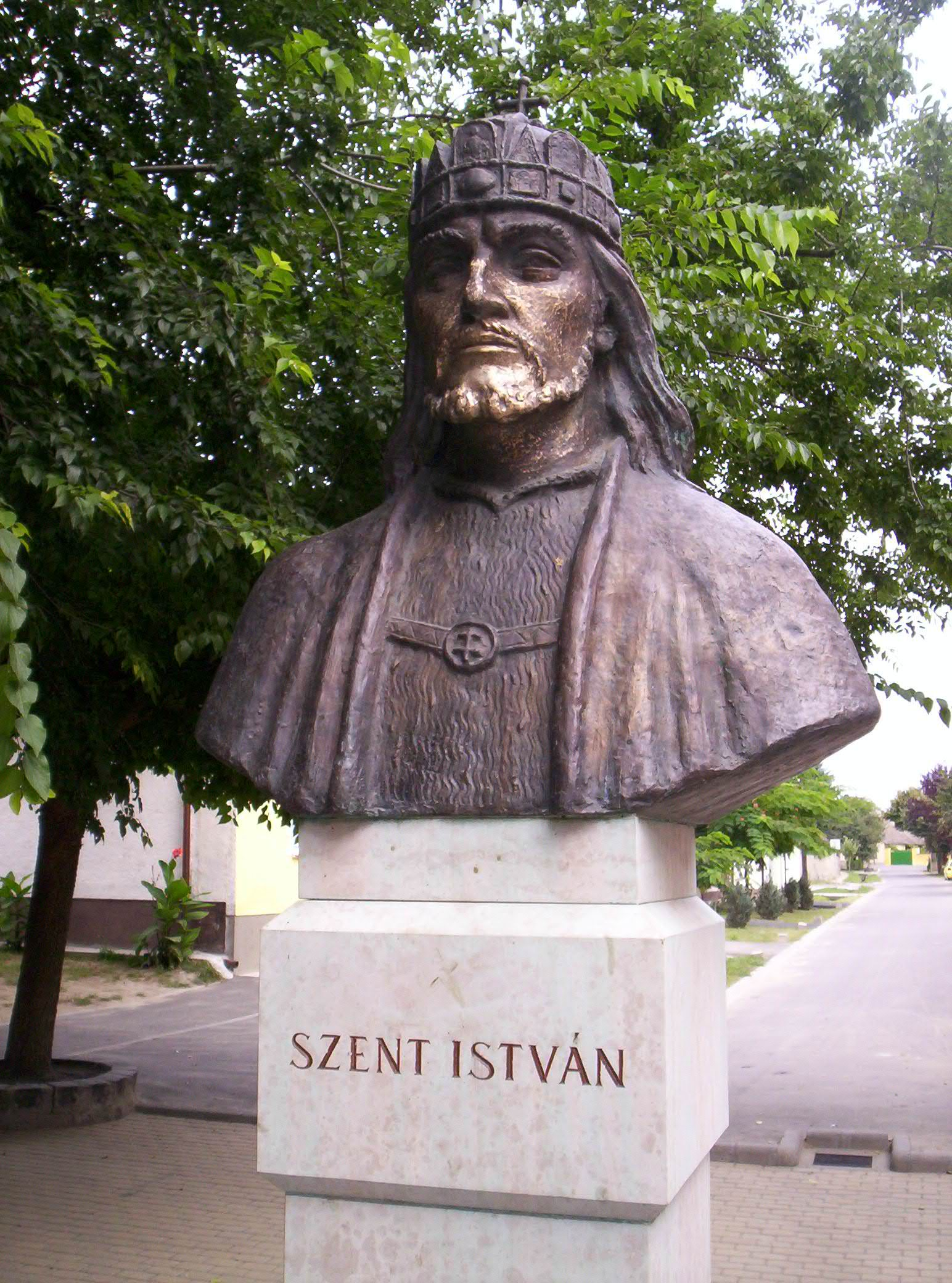
Иштван I 1001-1038 Король Венгрии
Баграт III 978-1008 Царь Абхазии
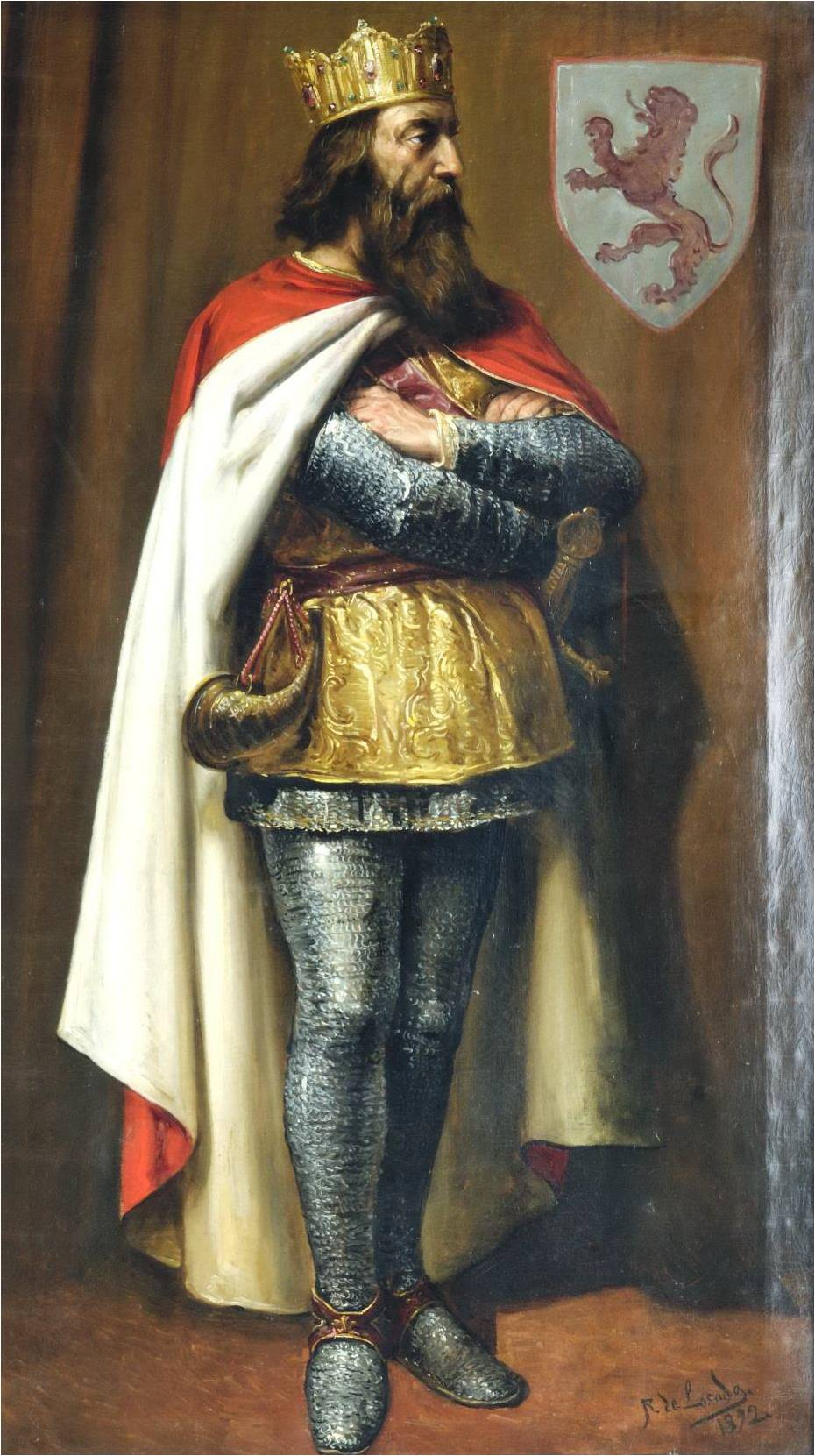
Альфонсо V 999-1028 Король Леона
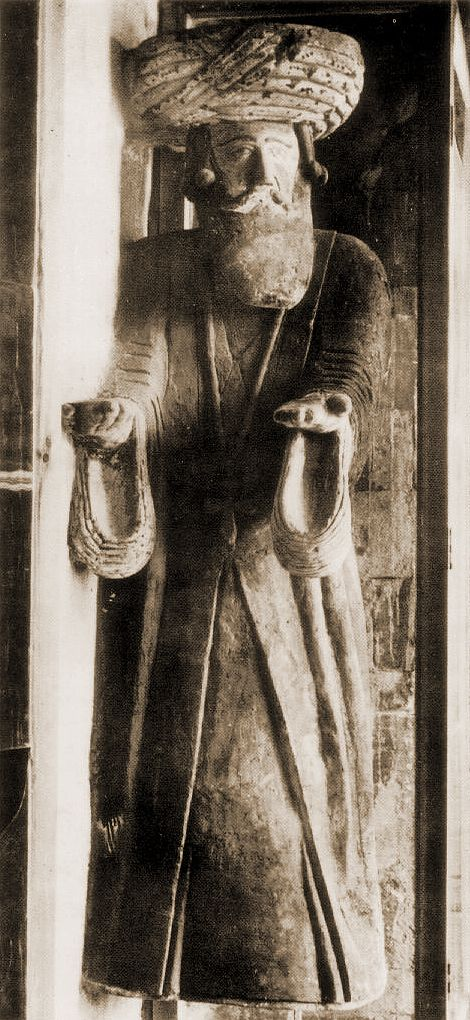
Гагик I 989-1020 Царь Армении
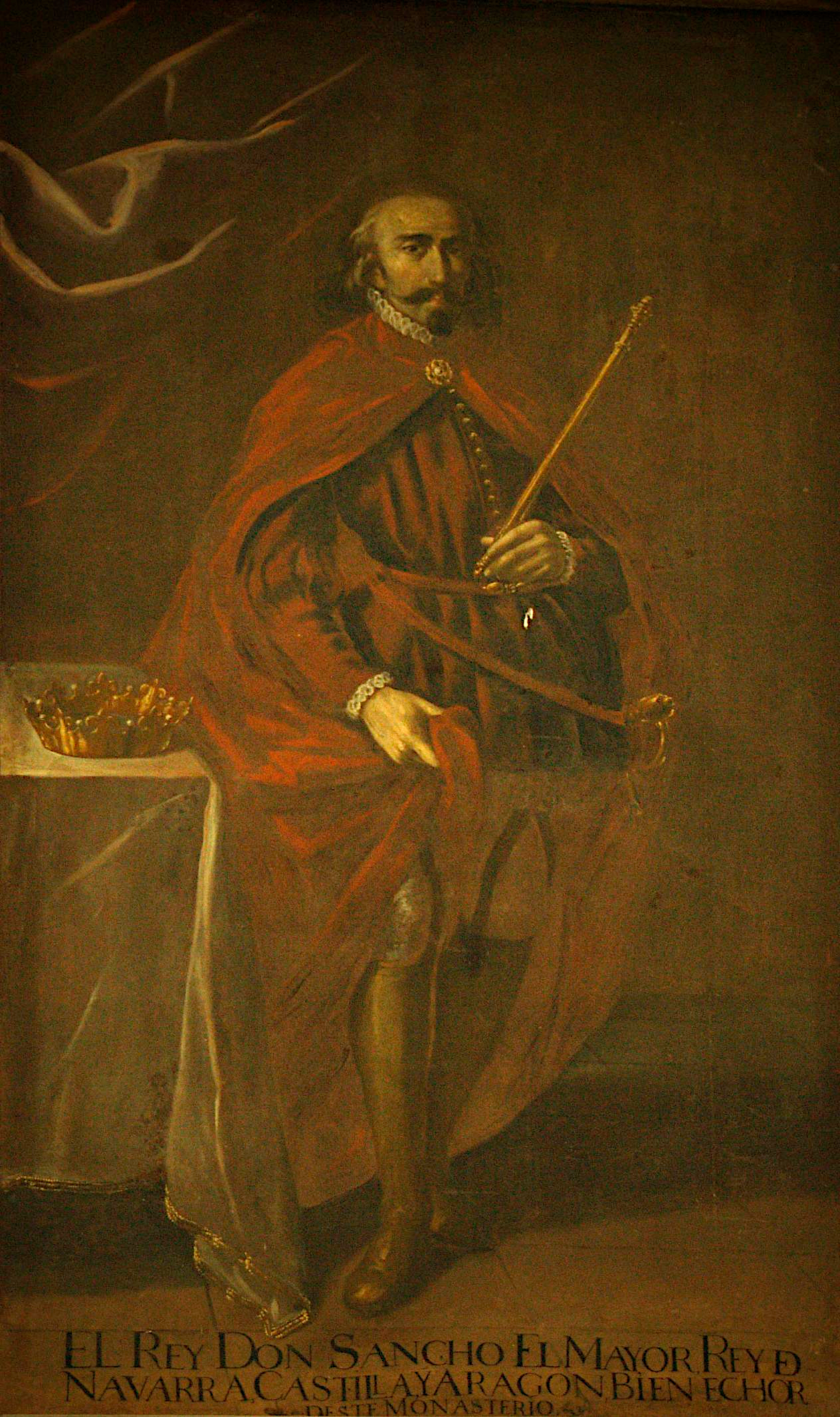
Санчо III Великий 1004-1035 Король Наварры
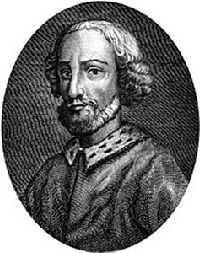
Кеннет III 997-1005 Король Шотландии
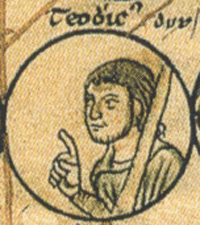
Тьерри I 978-1026 Герцог Верхней Лотарингии
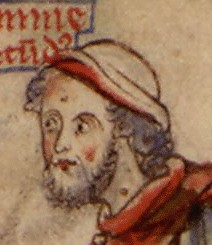
Ричард II Добрый 996-1026 Герцог Нормандии
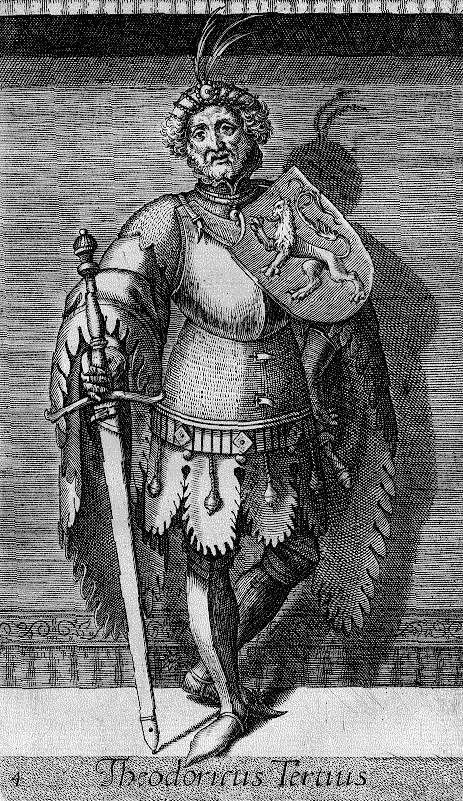
Дирк III 993-1039 Граф Голландии
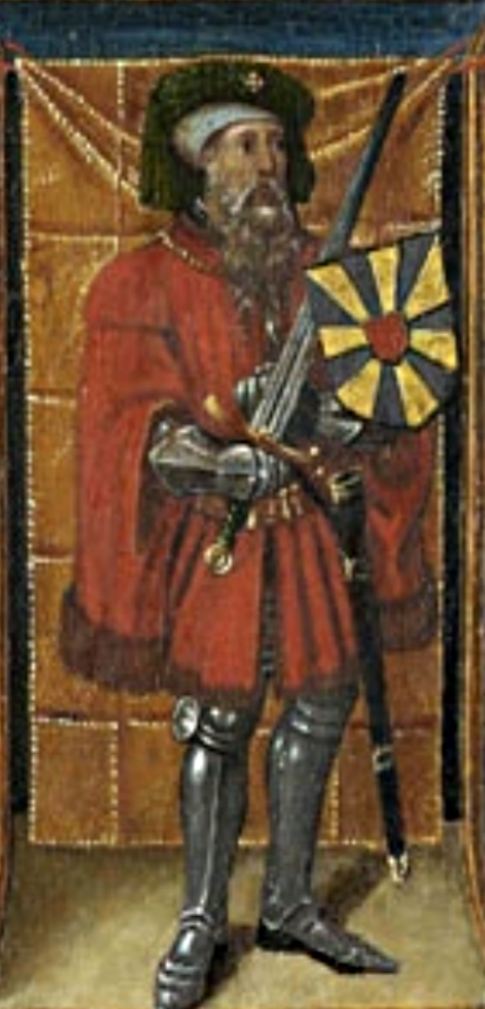
Бодуэн IV Бородатый 987-1035 Граф Фландрский
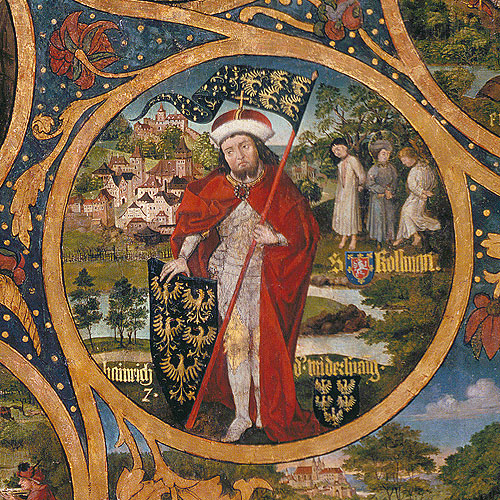
Генрих I 994-1018 Маркграф Австрии
Пьетро II Орсеоло 991-1009 Дож Венеции
Иоанн XVIII 1004-1009 Папа римский